# Michael Kausch (Schauspieler)

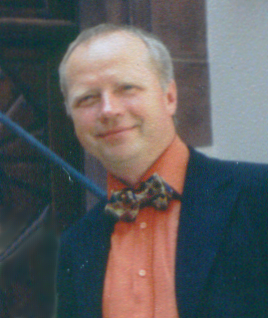
Michael Kausch, 2003

Michael Kausch (* 11. März 1949 in Mettmann) ist ein deutscher Film-, Fernseh- und Theaterschauspieler.

## Leben
Kausch studierte von 1972 bis 1975 an der Max-Reinhardt-Schule für Schauspiel, heute Universität der Künste Berlin. Während des Studiums trat er mit seiner damaligen Frau Jutta als „Jutta und Michael Kausch“ in Berliner Folkkneipen wie Go-In und Steve Club auf und trug teils eigene Chansons, teils selbstvertonte Texte von Fritz Grasshoff, Bertolt Brecht, Franz Kießling, Günter Frorath und Georg Bungter vor. Im Anschluss gehörte er bis 1978 dem GRIPS-Theater Berlin an.
Seine erste TV-Rolle hatte er 1978 in dem Wolfgang-Staudte-Mehrteiler Der eiserne Gustav. Es folgten weitere Rollen in deutschen Fernsehserien wie Achtung Zoll! (1980), Christian und Christiane (1982), Die Pawlaks – Eine Geschichte aus dem Ruhrgebiet (1982), Kontakt bitte… (1983) und Tiere und Menschen (1984).
Im Jahr 1984 spielte er die Rolle des Ernst Simon in vier Folgen von Edgar Reitz’ elfteiligem Epos Heimat – Eine deutsche Chronik. Große Bekanntheit beim Fernsehpublikum erreichte er als Rechtsanwalt Giselmund Arnold an der Seite von Manfred Krug in Liebling Kreuzberg von 1985 bis 1989 (ausgestrahlt 1986–1990 von der 1. bis 3. Staffel). Daneben spielte er von 1986 bis 1988 in der Schwarzwaldklinik den Dr. Engel. Von nun an war Kausch in vielen bekannten deutschen Fernsehserien in Gastrollen zu sehen, z. B. Ein Fall für zwei (1991), Praxis Bülowbogen (1992), Unser Lehrer Doktor Specht (1992), Salto Postale (1993), Die Männer vom K3 (1993), Dr. Stefan Frank (1995) oder Wolffs Revier (1996). Er wirkte in zahlreichen TV-Filmen mit, etwa in Matti Geschonnecks Tödliche Rettung (1997) oder in der Rosamunde-Pilcher-Verfilmung Blüte des Lebens (1999).
2004 spielte Kausch wieder in der Heimat-Trilogie in allen sechs Episoden von Heimat 3 – Chronik einer Zeitenwende den Ernst Simon, ebenso erneut den Dr. Engel 2005 in der Schwarzwaldklinik-Fortsetzung Die nächste Generation. 2006 und 2018 war er als Gast in der Fernsehserie Wilsberg zu sehen.
Kausch war und ist auch als Theaterschauspieler aktiv, vor allem an Berliner Theatern wie dem Renaissance-Theater, dem Schillertheater und dem Schlossparktheater. Wichtige Rollen waren in Ibsen-Stücken wie Nora oder Ein Puppenheim, Die Frau vom Meer oder Gespenster, außerdem in Brechts Die Kleinbürgerhochzeit oder Shakespeares Richard II.
Kausch war zwischenzeitlich mit der Schauspielkollegin Susanna Capurso verheiratet und hat gemeinsam mit ihr einen Sohn.
Heute lebt er in Aalen auf der Ostalb.

## Unfall
Im Jahr 1990 stürzte Kausch während der Proben zu einem Seminar durch ein fast bodentiefes Fenster 15 Meter in die Tiefe. Er lag eine Woche im Koma, hatte einen Milzriss, ein Schädelhirntrauma und zehn gebrochene Rippen. Die Reha dauerte ein Jahr.
Nach dem Unfall lernte Kausch seine Ehefrau kennen.

## Filmografie (Auswahl)
- 1979: Der eiserne Gustav (Regie: Wolfgang Staudte)
- 1980: Achtung Zoll!
- 1980  Ein guter Lehrer (Sendereihe Denkste) Regie: Rudolph Bergmann & Caspar Harlan
- 1981: Am Wannsee ist der Teufel los
- 1982: Christian und Christiane als Mathias Merkle
- 1982: Heimat – Eine deutsche Chronik (Regie: Edgar Reitz)
- 1982: Die Pawlaks – Eine Geschichte aus dem Ruhrgebiet
- 1983: Kontakt bitte …
- 1983: Geschichten aus der Heimat (Folge: Das Silvesterbaby)
- 1984: Drei Damen vom Grill (Folge 60: Ein Herz für Pico), Regie: Michael Werlin
- 1984: Tiere und Menschen
- 1985–1989: Liebling Kreuzberg
- 1985: Zieh den Stecker raus, das Wasser kocht
- 1986–1988: Die Schwarzwaldklinik
- 1989: Diese Drombuschs (3 Episoden)
- 1992: Ein Fall für zwei (Folge: Lebenszeichen)
- 1992: Praxis Bülowbogen
- 1992: Unser Lehrer Doktor Specht
- 1992: Glückliche Reise – Rio
- 1993: Salto Postale
- 1993: Die Männer vom K3
- 1993: Kommissar Beck – Der Mann auf dem Balkon
- 1994: Julie Lescaut (Folge: L’Enfant témoin/Die Spitze des Dreiecks)
- 1995: Dr. Stefan Frank
- 1995: Der Prinz und der Prügelknabe
- 1995: Die Bratpfannenstory
- 1996: Wolffs Revier (Folge: Schattenspiel)
- 1996: Nach uns die Sintflut (Fernsehfilm)
- 1997: Tödliche Rettung (Regie: Matti Geschonneck)
- 1999: Rosamunde Pilcher (Folge: Blüte des Lebens)
- 1999: Ein starkes Team: Braunauge (Fernsehfilm)
- 2004: Heimat 3 – Chronik einer Zeitenwende (Regie: Edgar Reitz)
- 2005: Die Schwarzwaldklinik – Die nächste Generation
- 2006: Wilsberg (Folge: Callgirls)
- 2010: Die Farbe (Regie: Huan Vu)
- 2011: Tatort: Das schwarze Haus
- 2015: Der Lehrer (Folge: Oh Gott, es ist eine Liebesgeschichte)
- 2016: Aktenzeichen XY … ungelöst (Folge: Filmfall)
- 2018: Wilsberg (Folge: Mörderische Rendite)
- 2018: Labaule & Erben

## Hörspiele
- 1990: Paul Hengge: Ein Pflichtmandat – Regie: Robert Matejka (Hörspiel – RIAS Berlin)

## Diskografie
- Jutta und Michel Kausch: Bitte, nicht stürzen, LP, Polydor 1973
- Jutta und Michel Kausch: … ganz alleine mag ich nicht, LP, Polydor 1974